# Георг Цюблер
Георг Цюблер (англ. George Zubler) (1949) — швейцарський дипломат. Надзвичайний і Повноважний Посол Швейцарії в Україні (2007–2011).

## Біографія
Народився в 1949 році в містечку Мурі, кантон Ааргау. Після закінчення навчання в університеті Санкт-Галлена отримав диплом ліценціата політології та права. Вільно володіє німецькою, французькою, англійською, а також може розмовляти італійською.
Почав дипломатичну діяльність співробітником швейцарського посольства у Німеччині, згодом в Белграді, Парижі і Стокгольмі.
1977 — дипломатична служба у Федеральному департаменті закордонних справ (ФДЗС) Швейцарії.
1979 — дипломатична посада в фінансово-економічному управлінні ФДЗС.
1983 — секретар з економічних питань Посольства Швейцарії в Югославії.
1986 — у складі швейцарської делегації при Організації з питань економічного співробітництва та розвитку (ОЕСР), Париж.
1990 — Федеральне відомство з питань зовнішньоекономічних відносин Федерального департаменту економіки, очолював відділ країн Північної Америки та Південної Африки.
1994 — заступник Глави Місії Посольства Швейцарії у Швеції.
1997 — начальник відділу кадрового забезпечення, заступник начальника Управління кадрів Генерального секретаріату ФДЗС.
2000 — начальник Управління кадрів, заступник начальника управління ресурсного забезпечення Генерального секретаріату ФДЗС.
2002 — Надзвичайний і Повноважний Посол Швейцарії в Республіці Гана та одночасно в Сьєрра-Леоне, Того і Ліберії за сумісництвом. 
7 травня 2007 — вручив вірчі грамоти Президенту України Віктору Ющенку